# Acalypha leptopoda
Acalypha leptopoda é uma espécie de flor do gênero Acalypha, pertencente à família Euphorbiaceae.